# Istana Merdeka

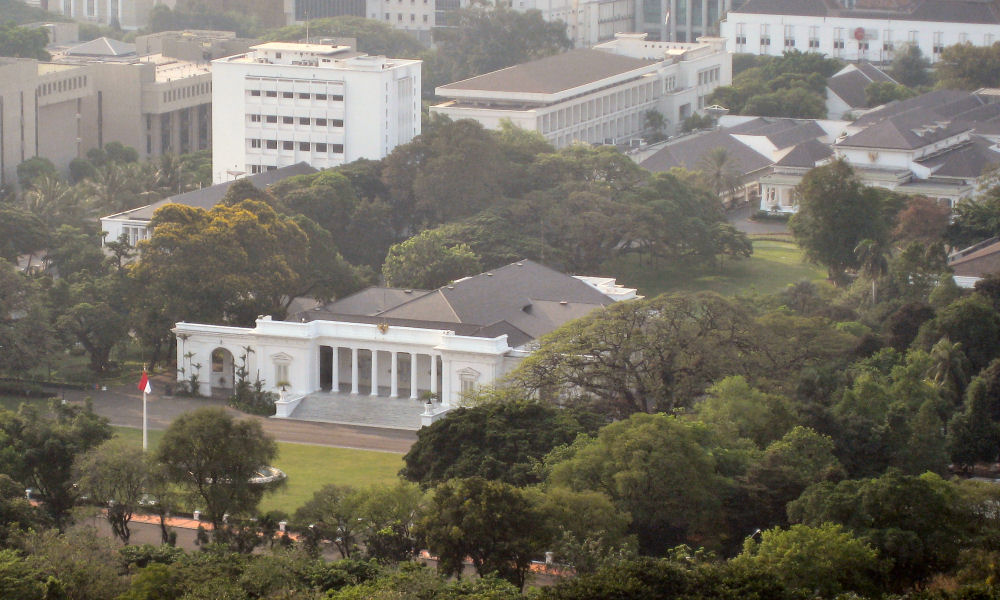
Der Istana Merdeka in Jakarta

Der Istana Merdeka (auf Deutsch Palast der Freiheit) ist ein Palastkomplex in Jakarta, Indonesien.

## Geschichte des Gebäudes
Mit dem Bau begann man 1796 beim Amtsantritt Pieter Gerardus van Overstratens zum Generalgouverneur von Niederländisch-Ostindien und die Fertigstellung erfolgte 1804. Zunächst diente das Gebäude als Erholungsort für einen niederländischen Geschäftsmann.
1821 wurde es an die niederländische Kolonialverwaltung verkauft.
Das Gebäude diente zeitweise als offizielle Residenz des Generalgouverneurs bzw. des indonesischen Staatspräsidenten nach der Unabhängigkeit 1946. So residierte im Jahre 1950 der erste indonesische Staatspräsident Sukarno in dem Gebäude. Nach Sukarno wurde der Palast nicht mehr als offizielle Residenz genutzt, aber weiterhin als offizielle Arbeitsstätte.